# Bernard Jaffe
Bernard Jaffe (* 5. März 1896 in New York City; † 20. November 1986 in Oak Bluffs (Massachusetts)) war ein US-amerikanischer Chemiker, Wissenschaftshistoriker und insbesondere Chemiehistoriker.
Jaffe studierte am City College of New York mit dem Bachelor-Abschluss 1916, war 1918 als Leutnant in Frankreich im Ersten Weltkrieg und studierte danach weiter an der Columbia University mit dem Master-Abschluss 1922. Danach war er Chemielehrer an höheren Schulen in New York City und wurde durch einige Schulbücher über Chemie bekannt (darunter New World of Chemistry mit stark historischer Orientierung) und populärwissenschaftliche Bücher. Am bekanntesten war sein Buch Crucibles mit Biographien von Chemikern, das zuerst 1930 erschien und ein Bestseller war. Das Buch erhielt den Francis Bacon Award des Forum Magazine und des Verlags Simon and Schuster.
Er war lange Leiter der Abteilung Physical Sciences des New York City School System. Er schrieb auch über Wissenschaft für die New York Times, die Herald Tribune, den Saturday Review of Literature, New Republic und den Journal of Chemical Education. 1973 erhielt er den Dexter Award.

## Schriften
- Crucibles: The Story of Chemistry from Ancient Alchemy to Nuclear Fission, Dover 1976
- Outposts of Science: A Journey to the Workshops of Our Leading Men of Research 1935
- Men of Science in America—The Story of American Science Told Through the Lives and Achievements of Twenty Outstanding Men From Earliest Colonial Times to the Present Day, 1944, 1958
- Michelson and the Speed of Light 1960
- Moseley and the Numbering of the Elements 1971
- Chemical Calculations 1926, 1947 (Schulbuch)
- New World of Chemistry 1935 (Schulbuch)
- Chemistry Creates a New World, 1957